# 渡利大橋

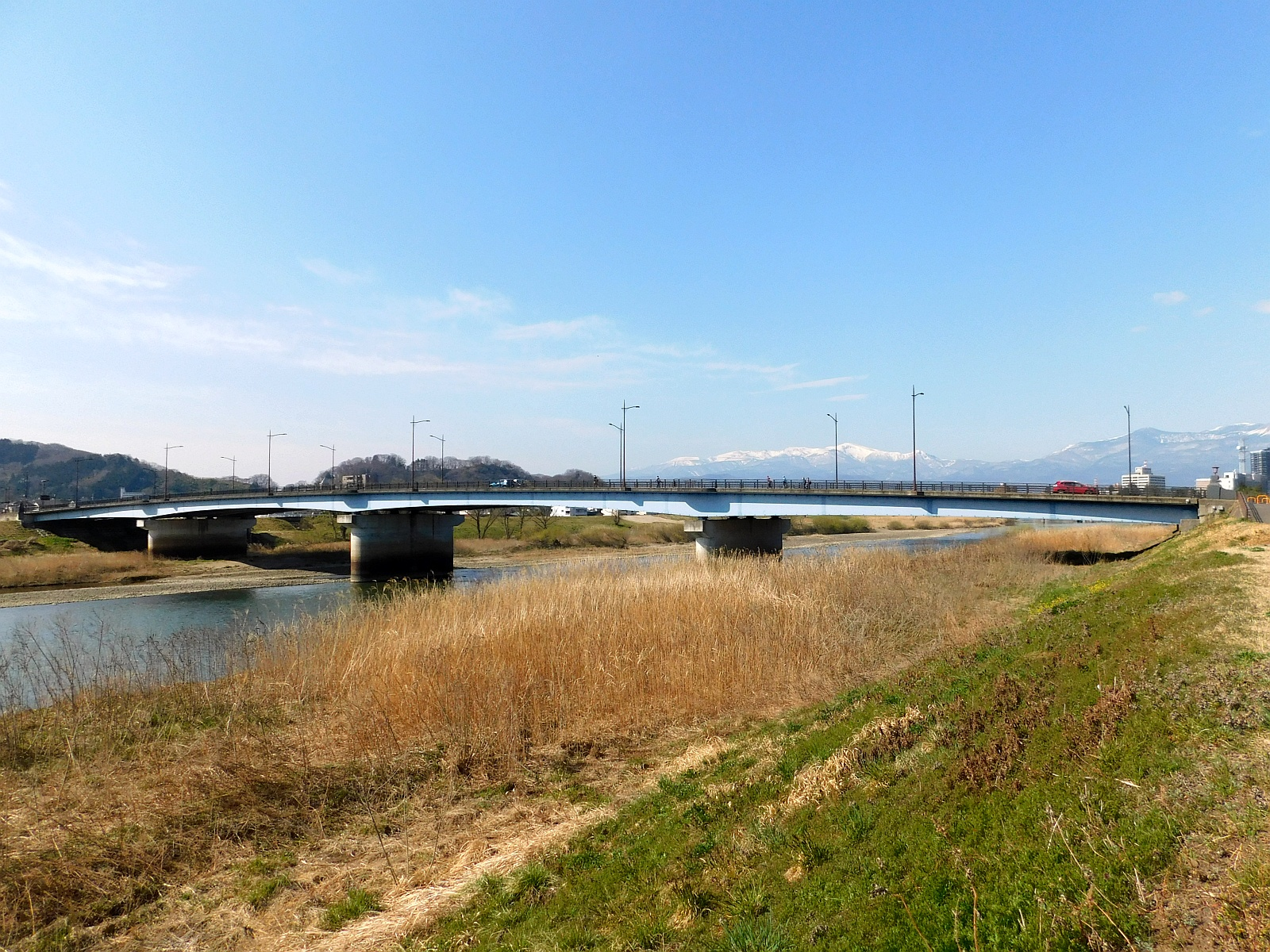
左岸下流側から見た渡利大橋

渡利大橋（わたりおおはし）は、福島県福島市の阿武隈川に架かる国道114号渡利バイパスの道路橋である。

## 概要
- 全長 - 224.0 m
  - 主径間 - 62.0 m
- 幅員 - 13.0（23.0） m
- 形式 - 4径間連続鋼箱桁橋
- 竣工 - 1995年

福島市街地の東部を流れる一級水系阿武隈川に架かり、北詰は腰浜町、南詰は渡利字川岸町に位置する。南詰では福島県道309号岡部渡利線と接続する。渡利バイパス第一期開通区間の主構造物として建設され、当初は暫定2車線で供用開始、1996年（平成8年）3月に4車線全面開通となった。上流の松齢橋や信夫橋と言った福島県庁周辺の歴史的橋梁との景観の調和や、吾妻連峰を望む景観への配慮の元橋梁計画が進められた。当地の阿武隈川の川幅が広大だったことからケーブルエレクション斜吊り工法と片持梁工法が併用され、側径間の一部がトラッククレーンベント工法で建設された。福島市中心市街と渡利市街を結ぶ幹線道路であり、広く一般市民に親しまれることを願い、橋名は一般公募にて決定された。「文化のための1パーセントシステム」が適用されており、黒御影石で成形された親柱にはデザイン性の高い照明灯が設置されている。総工費は28億8800万円。

## 隣の橋
（上流） 松齢橋 - 渡利大橋 - 三本木橋 （下流）
座標: 北緯37度45分09秒 東経140度28分51秒 / 北緯37.7525度 東経140.48086度